# 牛山喜久子
牛山 喜久子（うしやま きくこ、1908年〈明治41年〉12月10日 - 2004年〈平成16年〉4月17日）は、日本の美容師、美容家、美容研究家。長崎県佐世保市出身。
昭和期の美容界において、美容団体の創立、テレビ出演などのメディア、雑誌への寄稿などで、美容文化を発信した。戦中に過度の美容が制限されてパーマネントウエーブが禁止された際、同志たちと共にその反対運動を起こして美容業を延命した。昭和中期の美容界を代表する人物の1人。

## 経歴

### 少女期 - 学業の断念
長崎県佐世保市で、父が海軍大佐、母方の祖父が陸軍師団長という軍人家庭の柴岡家に生まれた。父は婚約時代から遠洋航海して日本国外の装飾品を妻に贈り、ミッションスクール出身の母は喜久子の幼少時からおやつに西洋菓子を手作りするなど、当時としては進歩的な家庭であった。父の転任に伴って神奈川に転居。1923年（大正12年）9月には関東大震災に遭ったが、母の気丈な振る舞いで避難でき、被災を逃れた。
日本女子大学在学中に、大正デモクラシーの風潮の影響を強く受け、「働く女性の子供を預かりたい」との考えで、保母を目指して児童心理学を学んだ。しかし1927年（昭和2年）、かつて自分たちを支えた母が電車事故に遭い、顔が歪むほどの顔面裂傷の重傷を負い、左腕も複雑骨折で自由を奪われた。喜久子は母の介護のために、学業を断念した。
喜久子はもともと着物より洋服を好み、身嗜みにも気を遣う性格であったために、母を介護しつつ、その顔の傷を隠すために髪型を工夫した。以前から髪をいじることが好きだったことや、当時は著名な美容家が脚光を浴びていたこともあって、次第に美容への興味が募り、後の喜久子の人生を決めることとなった。

### 美容家の道へ

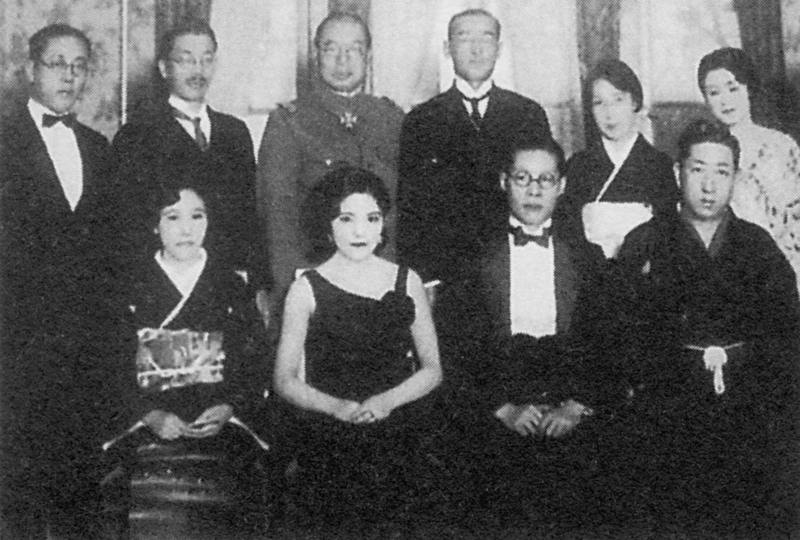
1931年（昭和6年）の結婚写真。
前列向かって左より2人目が喜久子、その右隣りが夫の牛山吉次郎。後列左端は吉次郎の兄の牛山清人。

1930年（昭和5年）、喜久子は母の髪の世話を通じて美容の道に開眼し、東京東銀座のハリウッド美容研究所に入所した。間もなく同系列のハリウッド美容室に移り、初代メイ牛山に師事した。喜久子の祖母は軍人家庭という事情もあり、陸軍の軍人など結婚相手を紹介し、結婚資金まで用意したが、喜久子は「その金を美容の勉強に使わせてほしい」と、美容家への意志を貫いた。
同1930年から翌1931年（昭和6年）にかけて、父が脳溢血の病床で、徹夜で母の看病を続ける喜久子に「やるからには一流の美容師になれ」と励ましつつ死去、妹2人と母も相次いで死去と、不幸が続いた。
この間、2代目メイ牛山の義弟（2代目メイ牛山の夫の弟）である牛山吉次郎から求婚された。家柄の違いから親族たちは反対したが、すでに恋愛感情が高まっており、喜久子は反対を押し切って、1931年に結婚した。
同1931年、ハリウッド美容室の銀座4丁目支店の主任を任された。モデルやカフェーの女給たちも多く通い、加山雄三を出産したばかりの小桜葉子、淡谷のり子といった上客もいた。原節子も客の1人であり、彼女に最初にパーマをかけたのが喜久子であった。しかし店自体はごく小規模であり、窓からすぐに松屋が見えたため、松屋の大きなビルを眺めつつ、「いつかはこんな大きなビルで仕事を」と憧れる日々を送っていた。

### 戦中
時代は戦時中へと突入し、美容は自粛せざるを得ない時局となった。喜久子はその対処のため、上野の松坂屋美容室の芝山みよか、新宿のマヤ片岡、銀座テルミーハウスの山本鈴子、銀座の資生堂美容室の小幡恵津子、有楽町レート美容院の高賀貞雄ら美容師たちと共に、美容クラブ「火曜会」を結成した。1939年（昭和14年）、パーマ禁止が打ち出されると、喜久子ら火曜会は、国民精神総動員運動や美容業を監督下に置く警視庁保安部へ、禁止撤回を再三にわたって嘆願した。その結果、「営業禁止」ではなく「自粛」を条件として、美容営業の延命は実現された。
しかし1941年（昭和16年）の日米開戦後は、日中戦争以降から「パーマネントはやめましょう」との国策が叫ばれていたこともあり、国策への協力として、銀座の街角で派手な髪型の女性を呼び止め、地味な髪型に直すという、美容家としては屈辱的な仕事も強いられた。

#### 上海での開業
そんな折に、義兄（夫の兄）である牛山清人（ハリー牛山）から、「上海で土地を確保しているので、そこで美容室をやってみないか」と誘いがあった。喜久子はこれに同意し、1942年（昭和17年）、夫婦2人で東京を抜け出し、上海へ渡った。
同1942年に、上海のキャセイ・ホテルで「ミセスウシヤマ・ビューティサロン」を開業した。フランスから買い揃えたルイ王朝風の椅子、彫刻を施した三面鏡、ドライヤー8台、窓は総ガラス張りと、当時としては東洋一の設備であった。上海は各国の列強に支配された半植民地であり、美容を楽しむことのできる別天地であった。毎晩のようにダンスパーティーを巡る生活であり、後に喜久子は「生涯で最高に華やかな時だった」と振り返った。
しかし戦局の悪化につれて材料費が高騰し、営業状態の悪化に陥った。1944年（昭和19年）、やむなくサロンを閉店した。美容の仕事を失った喜久子は、夫の営む軍事物資商社の事務を手伝う日々を送った。
1945年（昭和20年）、終戦。そして退去命令が出た。喜久子たちは家財一切を捨て、知人宅の病院へ逃げ込んだ。「他国に踏みにじられた中国人から辱めを受けるかもしれない」と、万一のための自決用に、常に小型拳銃を携帯しつつ、引き揚げの日々を待った。
その最中に店の元従業員と再会し、パーマ機を譲り受けた。そこで喜久子は洗面所を改装し、同居の女性たちを助手とし、即席の美容室を開業した。美容に飢えていた日本人女性たちが群がり、低料金にもかかわらず、千客万来で荒稼ぎであった。「金を稼いでも日本に持っては帰れない」と、友人を集めて毎晩のように宴会を開いた。
1946年（昭和21年）3月、帰国した。家財道具を全て奪われ、その他の所持品も目ぼしい物は検査でほとんど奪われ、トラックの荷台に荷物同然に乗せられ、船では3段ベッドに押し込まれ、ひたすら耐え続けての帰国であった。船が中国の海岸を離れたときは、期せずして乗客たち皆が「馬鹿野郎!」と叫んだ。

### 帰国後の営業再開

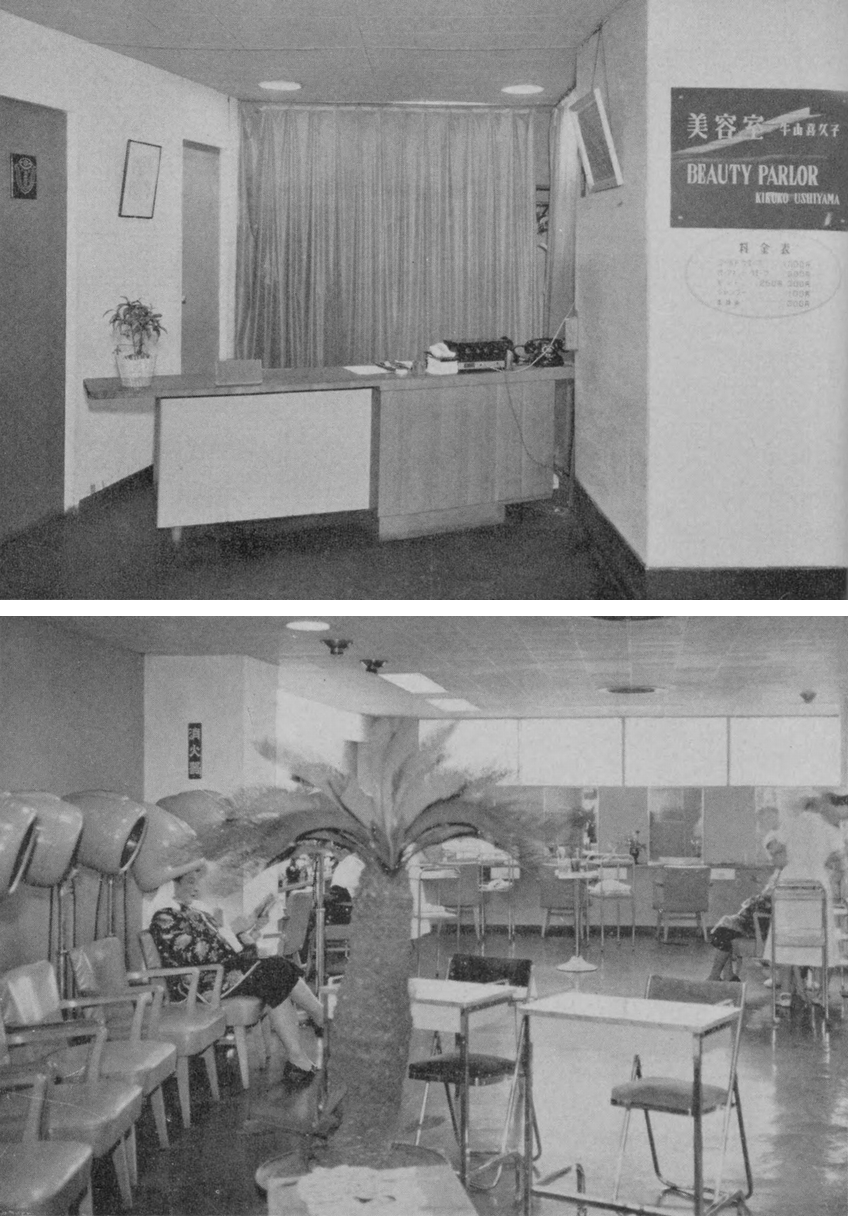
松屋美容室

1948年（昭和23年）、喜久子は日本での営業再開に取り掛かった。資金不足のため、粗末な家で暮しながら、サッカリンの販売、進駐軍家族への出張美容、上海仕込みのセンスをいかしての婦人服デザインの顧客相談員を経て、5万円の資金を貯めた。その後に、銀座でデザイナーを募集している店舗を見つけ、本職ではなかったものの、ある程度の心得があったため、同1948年秋、デザイナーとして開業した。わずか3坪の物件を借りての営業再開であった。
より良い物件を望んでいたところ、PX（アメリカ軍専用の売店）となっていた銀座の松屋の接収解除を知った。松屋はかつて憧れていた店であり、当時の喜久子は金こそ無かったものの、仕事にかける情熱なら誰にも負けないとの自信を抱いていた。半年以上を費やして、根気と押しの日々の末に、10数人の出店希望者に競り勝った。さらに高利貸しを営んでいた美容関係者から、無利子・無催促で開設資金を借金できるという幸運もあった。
1953年（昭和28年）5月、銀座の松屋に「松屋美容室」を開設した。鏡が10面、美顔室が2つ、「美人」と称する15人の従業員が話題となった。「松屋の牛山」ブランドへの確立の第一歩と呼べる、華々しい開店であった。マヤ片岡と共に、この時代を代表する美容家の1人となった。その一方で、有名となったがための客からのクレーム、借金の返済、生まれて初めての約束手形の振り出しなど気苦労も多く、神経性の円形脱毛症ができるほどだった。
同1953年4月、後進の育成のため、品川区上大崎に牛山美容文化学園（カネボウ総合美容学校の前身）を創立した。佐伯チズもこの学園で学び、後に喜久子の店の従業員となった。
翌1954年（昭和29年）、宮本三郎による喜久子の肖像が『週刊朝日』11月7日号の表紙を飾り、その原画は喜久子の宝物となった。その後も美容室の展開、日本ヘアデザイン協会の創立、テレビ番組『くらしの窓』（NHK）のレギュラーなどのメディア出演、東京大神宮マツヤサロンなどの婚礼美容の担当など、約10年間にわたって、かつてないほどの多忙を極めた。特に白髪をカラーリンスした個性的な美しさは、中年美として評判となった。
美容家としては順風満帆といえたが、自身は決してそれに満足することはなく、美容の本場と言えるフランスやイタリアへもわたり、丹念に美容の感覚を磨いた。美容を目指す前の学生時代には大正デモクラシーに影響されて「海外へも羽ばたきたい」との思いを密かに抱いており、奇しくも美容家としてその夢を叶えることとなった。世界美容家協会にも入会し、業界の国際的交流の橋渡しの役も務めていた。

### 晩年
1969年（昭和44年）5月、「明治の女性の気骨を残したい」と主張する大宅昌らと共に、明治生まれの女性を中心とした親睦会「あだ花会」を結成した。淡谷のり子もその一員であり、他にも産婦、俳人、編集者、医師ら多種多彩な面々が集まり、随筆など自由な意見発表の場となった。
1976年（昭和51年）、入院した夫の介護のため、戦後の営業再開当時より店で働いていた妹夫婦を養子として、第一線を任せた。自らは会長職に退いたが、その後も1980年（昭和55年）には銀座の高級レストランで美容のショーを開くなど、70歳を超えた高齢にも負けない意気を見せた。1983年（昭和58年）には松屋の新装開店に伴い、自店を「ベルコアッフ・ウシヤマ」と改称して新装開店させた。
1984年（昭和59年）、夫が死去し、遺影の前で独り言を繰り返す日々が続いた。1993年（平成5年）5月には「あだ花会」も、結成25年を機に引退した。
2004年（平成16年）4月17日、東京都内の広尾病院で、老衰により95歳で死去した。子宝には恵まれなかったが、「子供がいなかったから身軽で色々なことができた」とも語っていた。
没後、パリの世界美容家協会から功労賞が贈られた。著作の一つ『美容全科』は、先述の佐伯チズが「人生を変えた一冊」として名を挙げている。墓碑は夫と共に、神奈川県鎌倉市の鎌倉霊園にある。

## 人物
喜久子は自著『人生合わせ鏡』の中で、自身を「およそ商売っけがなく、変わり種の素人くさい美容家」と分析している。幼少時より朝晩、両親に三つ指をついて挨拶する「お嬢さん」育ちであり、経済観念には乏しかった。初めて手にした給料は小切手であり、小切手の使い方もまったくわからなかった。軍人家庭で「金は卑しい物」と教えられたため、独立して開業したばかりの頃は、料金を受け取るたびに冷や汗をかく有様であった。
戦中・戦後の波乱万丈であった30歳代については、当時の経験が後の美容業に大きな影響を与えたことを、後年、以下の通り語った。
1995年（平成7年）夏、著書『人生合わせ鏡』の出版記念パーティーが東京都内のホテルで開催された際には、86歳の高齢でありながらロングドレス姿で、「年齢を忘れさせる色香」ともいわれた。美しさを保つ秘訣を「年齢に囚われず、似合う物を着る」などと述べた。また「流行やブランドに拘るより、自分の目を養うことが大切」とも語っており、何度もフランスのパリに渡っていながら、フランスの有名ブランドであるルイ・ヴィトンの店の所在すら知らなかったという。

### 交友関係
ハリウッド美容室の上客であり、晩年に「あだ花会」の同志であった淡谷のり子は、喜久子を「心の友」と呼んでいた。淡谷が1939年（昭和14年）に離婚を決心し、喜久子の店へ駆け込むと、喜久子は彼女の事情をよく理解し、仕事で汗ばみながらも手を握りしめて「しっかりね」と励まし、共に涙を流し合った。
戦中の苦楽を共にし、同年代であった芝山みよか、マヤ片岡とは、夫婦ぐるみで親交を深め、後に「業界三羽ガラス」と呼ばれた。マヤ片岡が死後の世界を否定して「死は無」と語っていた晩年とは対照的に、喜久子は「死は美しい彼岸へ生まれゆくこと」と語り、最期まで人生を肯定的に捉えていた。

## 著作
- 美容全科（1971年6月、家の光協会）※共著
- 鏡の中の人生（1976年、ゆまにて）
- 人生合わせ鏡（1995年5月、私家版）